# 厚生連滑川病院
厚生連滑川病院（こうせいれんなめりかわびょういん）は、富山県滑川市にある医療機関。富山県高岡市永楽町にある、富山県厚生農業協同組合連合会（JA富山厚生連）が運営する。正式名称は富山県厚生農業協同組合連合会滑川病院（とやまけんこうせいのうぎょうきょうどうくみあいれんごうかいなめりかわびょういん）。
他に、滑川市に隣接する自治体の病院として、富山県立中央病院、富山市民病院、富山赤十字病院、済生会富山病院、富山大学医学部附属病院、富山労災病院、かみいち総合病院がある。

## 沿革
- 1945年7月10日 - 富山県農業会第二病院として創設[1]。
- 1948年8月15日 - 富山県文化厚生農業協同組合連合会滑川病院に名称変更[1][2]。
- 1951年4月1日 - 農協滑川病院に改称[1][2]。この頃より滑川市が市立病院として運営することを目指していたが、最終的に1957年に運営を富山県厚生連に委託することになった[3]。
- 1957年2月1日 - 新病棟（診察棟および病室棟）完成[4]。この当時は8つの診療科、医師10人、看護婦29人体制で、一般病床135、結核・伝染病病棟55床を有する施設であった[3]。
- 1975年4月1日 - 現名称・富山県厚生農業協同組合連合会滑川病院（厚生連滑川病院）に改称[2]。
- 1978年7月 - 農村検診センターを設置[5]。
- 1993年1月22日 - 透析センターを備えた現在の病棟が竣工[6]。

## 施設概要
診療科

- 内科
- 精神科
- 小児科
- 外科
- 胃腸科
- 整形外科
- 脳神経外科
- 皮膚科
- 泌尿器科
- 産婦人科
- 眼科
- 耳鼻咽喉科
- 放射線科
- リハビリテーション科

敷地面積
12,425.18m2
建物床面積
19,135.28m2
病床数
279床（一般211床、精神68床）
人工透析 18床

## その他
院内の中庭には「孝徳泉」という池が存在する。